# 盛康年

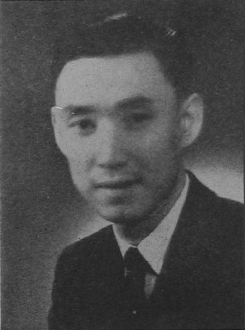

盛康年（1914年—1965年），又名仲悟，浙江慈谿人，生于上海，中国政治人物、社会活动家，上海民建首任秘书长，反右运动中“四明堂事件”和“荣盛小集团”中的主要人物。

## 生平
早年在上海震旦大学肆业。1933年任《新社会半月刊》杂志主编。49年后任中华人民共和国政务院参事。又任上海市第二商业局副局长。曾任上海市政协副秘书长，第二届全国政协委员，第二、三、四届上海市政协常委。曾任民建第一、二届中央委员，民建上海市委第一、二、三届常委，1952年任民建上海首任秘书长。曾任第一、二、三届上海市各界人民代表会议协商委员会委员，第一、二届上海市人大代表。1965年10月因患食道癌去世，年仅51岁。

## 家庭
祖籍浙江宁波慈谿縣骆驼桥，今属镇海区。父亲盛丕华是49年后上海首任副市长。妻周素瓊是上海房产大王周湘云孙女，海上名媛。